# Oak Brook
Oak Brook è un comune degli Stati Uniti d'America, situato nell'Illinois, nella contea di Cook, in piccola parte nella contea di DuPage. Si tratta di un sobborgo di Chicago. Ospita altresì la sede centrale del Lions Clubs International.